# فابيان لينز
فابيان لينز (بالألمانية: Fabian Lenz)‏ هو دي جيه ألماني، ولد في القرن العشرين.

## وصلات خارجية
- فابيان لينز على موقع ميوزك برينز (الإنجليزية)
- فابيان لينز على موقع ديسكوغز (الإنجليزية)